# Don’t You Want Me
Don’t You Want Me – singel brytyjskiej grupy The Human League wydany w roku 1981.
Utwór napisali Philip Oakey, Jo Callis i Philip Adrian Wright. Teledysk do piosenki nakręcono w Slough. Singel dotarł do 1. miejsca na brytyjskiej liście przebojów UK Singles Chart i jest uznawany za największy przebój grupy.
W 2001 roku szwedzkie trio Alcazar nagrało własną wersję utworu. Została ona wydana na singlu rok później.